# Mazurove, Krîve Ozero
Mazurove (în ucraineană Мазурове) este localitatea de reședință a comunei Mazurove din raionul Krîve Ozero, regiunea Mîkolaiiv, Ucraina.

## Demografie
Componența lingvistică a localității Mazurove
     Ucraineană (94,34%)
     Română (2,74%)
     Rusă (2,23%)
     Alte limbi (0,69%)
Conform recensământului din 2001, majoritatea populației localității Mazurove era vorbitoare de ucraineană (94,34%), existând în minoritate și vorbitori de română (2,74%) și rusă (2,23%).